# Mumeno Matsushita
Mumeno Matsushita 松下むめの (3 de Marchar  de 1896 – 5 de Setembro  de 1993) foi a esposa do fundador da Panasonic Konosuke Matsushita que ajudou a estabelecer a empresa. Seu irmão mais novo é Toshio Iue, o fundador Sanyo. 